# Mélibiose
Le mélibiose est un diholoside constitué d'une unité de galactose lié à une unité de glucose par une liaison osidique α(1→6).
On trouve du mélibiose sous forme libre dans les malvas sauvages, les grains de café, la pomme et autre plantes. On en trouve aussi en petite quantité dans la gelée royale et le miel.
Le pouvoir sucrant du mélibiose est de 0,3 par rapport au saccharose qui est de 1.